# Dicoma cana
Dicoma cana é uma espécie de planta com flor da família Asteraceae.
Apenas pode ser encontrada no seguinte país: Iémen.
Os seus habitats naturais são: matagal árido tropical ou subtropical e plantações.